# Alfred Schachner-Blazizek
Alfred Schachner-Blazizek (* 7. Mai 1912 in Mürzzuschlag als Alfred Friedrich Blažižek; † 17. September 1970 in Graz) war ein österreichischer Politiker der SPÖ im Bundesland Steiermark.  

## Leben
Alfred Blažižek wurde am 7. Mai 1912 als Sohn des Lokomotivführers Friedrich Anton Blažižek (* 8. April 1873) und dessen Ehefrau Maria „Mitzi“ (geborene Steflitsch; * 24. Jänner 1878) in Mürzzuschlag geboren und am 18. Mai 1912 auf den Namen Alfred Friedrich getauft. Seine Eltern hatten am 10. Februar 1902 in Mürzzuschlag geheiratet. Der aus einer Eisenbahnerfamilie stammende Blažižek wurde während seines Studiums 1930 Mitglied der Burschenschaft Arminia Wien. Am 22. August 1931 heiratete er Maria Höllerbauer. Am 1. Juni 1933 trat er der in Österreich illegalen NSDAP bei (Mitgliedsnummer 1.610.437), die Aufnahme trat allerdings nicht in Kraft. Regulär wurde er nach dem Anschluss Österreichs zum 1. April 1940 aufgenommen (Mitgliedsnummer 8.435.986). Er war auch Förderndes Mitglied der SS und während der NS-Herrschaft in der Bezirksverwaltung in Mürzzuschlag sowie als NS-Gaurichter tätig. Nach Ende des Zweiten Weltkriegs wurde er 1945 vom provisorischen steirischen Landeshauptmann Reinhard Machold (SPÖ) zum Bezirkshauptmann vom Bezirk Mürzzuschlag ernannt. Im Mai 1959 ließ Blažižek seinen Familiennamen in Schachner-Blazizek ändern. Schachner war der Mädchenname seiner Großmutter mütterlicherseits.
Er gelangte über den Bund Sozialistischer Akademiker (BSA) zur SPÖ, deren steirischer Landesvorsitzender er ab 1960 war. Zudem war er ab 1965 stellvertretender Vorsitzender der Bundespartei. Vom 27. Jänner 1954 bis 2. Jänner 1964 war Schachner-Blazizek Landesrat und anschließend bis 17. September 1970 Landeshauptmann-Stellvertreter der Steiermark (unter Josef Krainer senior, ÖVP). Im Rahmen der Koalitionsverhandlungen nach der Nationalratswahl 1966 war Schachner-Blazizek für einen Ministerposten oder sogar als SPÖ-Vizekanzler im Gespräch; schließlich scheiterten die Verhandlungen jedoch und die SPÖ ging in Opposition. Für die erste Regierung Kreisky im Jahr 1970 war Schachner-Blazizek als Finanzminister vorgesehen, er lehnte jedoch ab, da er zu diesem Zeitpunkt bereits unheilbar an Krebs erkrankt war.
Am 17. September 1970 erlag er seiner Krebserkrankung im LKH-Universitätsklinikum Graz.
Der Alfred Schachner Gedächtnis-Fonds ist eine parteinahe Einrichtung mit der Aufgabe, wissenschaftliche Forschung und kulturelle Leistungen zu fördern.
Sein Sohn Peter Schachner-Blazizek war ebenfalls SPÖ-Politiker.